# Rio Bananal
Rio Bananal là một đô thị thuộc bang Espírito Santo, Brasil. Đô thị này có diện tích 645,483 km², dân số năm 2007 là 15007 người, mật độ 23,25 người/km².